# Tityus straff
Tityus straff är en teckning av den italienske renässanskonstnären Michelangelo. Teckningen skildrar den mytiska figuren Tityus, en jätte i den grekiska mytologin. Tityus är fastbunden på en stor sten med en gam över sig.